# هازل دوغلاس
هازل دوغلاس (بالإنجليزية: Hazel Douglas)‏ ممثلة إنجليزية (2 نوفمبر 1923 - 8 سبتمر 2016)، شاركت بدور باثيلدا باجشوت في هاري بوتر ومقدسات الموت - الجزء الاول.

## حياتها
ولدت هازل في لندن وخدمت في البحرية الملكية، حيث التقت بزوجها بيتر سوفورد، تزوجا عام 1949 وظلا سويًا حتى وفاته عام 1991، توفيت في 8 سبتمبر 2016 عن عمر يناهز 92 عامًا.

## روابط خارجية
- هازل دوغلاس على موقع IMDb (الإنجليزية)
- هازل دوغلاس على موقع قاعدة بيانات الفيلم (الإنجليزية)